# Record
El record és la dada emmagatzemada a la memòria que pot ser recuperada posteriorment per la ment. Els records més recents es poden recuperar apel·lant a diferents vies sensorials o de pensament i són més exactes mentre que la memòria a llarg termini guarda els records semànticament, a partir d'una certa reconstrucció i abstracció. Aquesta reconstrucció pot arribar fins a l'extrem de produir falsos records.
La capacitat de recordar es veu afectada per l'atenció i la intensitat del procés de codificació o entrada a la memòria humana, per la motivació, pel context (com més similar és al de l'adquisició, més fàcil és de recordar, incloent l'emoció associada a aquell estímul) o pel consum de drogues (la cafeïna i altres estimulants poden ajudar a recordar en un moment donat mentre que altres tòxics com la marihuana inhibeixen el record).
L'amnèsia és l'oblit dels records i sol aparèixer després d'un trauma sever.